# Международная комиссия по истории геологических наук
Международная комиссия по истории геологических наук (аббр.  ИНИГЕО или INHIGEO от англ. International Commission on the History of Geological Sciences) — международная научная неправительственная организация объединяющая более 300 исследователей в области истории геологических наук. Комиссия входит в: Международный союз геологических наук (IUGS) и Международный союз истории и философии науки (IUHPS).

## История

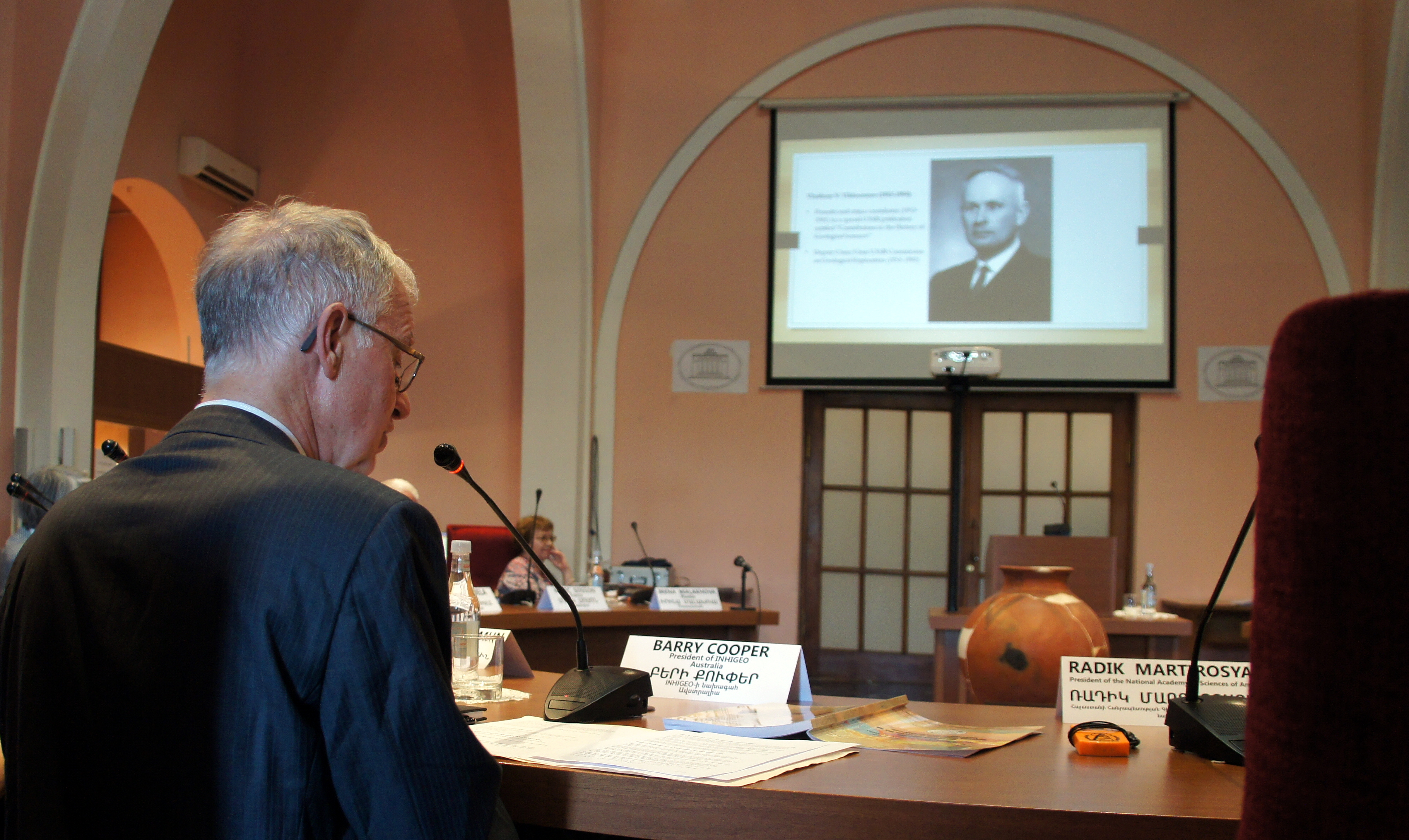
Президент ИНИГЕО Б. Купер рассказывает о его истории, 2017

Прообразом международного комитета послужили Комиссии по истории геологических знаний и геологической изученности СССР — Комиссия по геологической изученности СССР (КОГИ), которая 1961—1992 годах опубликовала 52 тома (состоящих из 1050 книг) «Геологическая изученность СССР» охватившую всю территорию СССР начиная с 1800 года.
Организация, опыт работы и научные связи КОГИ легли в основу разработки, в начале 1960-х годов, планов создания международной организации по истории геологии. Основную роль в этом играл В. В. Тихомиров. Инициативу поддержал Национальный комитет геологов СССР во главе с А. П. Виноградовым и И. И. Горским.

### Международный комитет по истории геологических наук
В 1964 году на 22 сессии Международного геологического конгресса в Нью-Дели проект создания Международного комитета по истории геологических наук был вынесен на обсуждение советской делегацией, и поддержан. Национальный комитет геологов СССР был уполномочен организовать консультативную встречу, в которой активное участие приняла КОГИ.

Двадцать вторая сессия (1964, Нью Дели, Индия) заслушала доклады по проблемам мантии, геологии океанских впадин (главным образом Индийского океана), тектоники и металлогении в планетарном аспекте. По предложению советской делегации было решено создать при МГК постоянный комитет по истории геологических наук (ИНИГЕО).
В 1967 году в Ереване (Армянская ССР) прошло Учредительное собрание Международного комитета по истории геологических наук (ИНИГЕО), вместе с Симпозиумом по проблеме древнейшего этапа развития горно-геологических знаний в Армении. 8 июня 1967 года в Ереване были избраны первые члены Учредительного собрания (основатели ИНИГЕО) из разных стран:
- — W. P. van Lekwijk
- — V. A. Eyles
- — Гунтау, Мартин
- — N. Spjeldnaes
- — J. M. Azcona
- — Хойкаас, Рейер
- — J. B. Waterhouse
- — S. Czarniecki
- — Горский, Иван Иванович
- — G. E. Murray
- — А. Кайе
- — R. Martens
- — K. Zapletal
- — G. Regnell
- — T. Ватанабэ.

В 1968 году на 23 сессии в Международного геологического конгресса в Праге было утверждено решение Учредительного собрания о создании ИНИГЕО под эгидой Международного Союза геологических наук (IUGS) и Международного союза истории и философии науки (IUHPS).

### Международной комиссия по истории геологических наук
В 1980 году «комитет» был преобразован в «комиссию», входящую в Международный союз геологических наук (на правах Комиссии).
В ИНИГЕО входят избранные члены и ассоциированные члены (раньше назывались члены-корреспонденты).
- В 2016 году в неё входило 289 членов из 57 стран, и 10 ассоциированных организаций[6].
- В декабре 2017 года почётными членами ИНИГЕО (Honorary Senior members) были 20 учёных и членами ИНИГЕО — 295 учёных[7].
- В декабре 2018 года 20 учёных были почётными членами и 301 — членами ИНИГЕО[8]

### Руководство
В состав руководства ИНИГЕО входят: Президент, Вице-президенты (по крупным регионам мира), Генеральный секретарь.
Руководящие лица комитета и комиссии, по году избрания:
Президенты:
1. 1967 —  В. В. Тихомиров (Tikhomirov, Vladimir V.)
2. 1976 —  Р. Хойкас (Hooykaas, Reijer)
3. 1984 —  Г. Крейг (Craig, Gordon Y.)[9]
4. 1989 —  М. Гунтау (Guntau, Martin Arthur)
5. 1992 —  Д. Бранаган (Branagan, D.)
6. 1996 —  Х. Торренс (Torrens, Hugh S.)
7. 2000 —  М. Пинто (Pinto, Manuel Serrano)
8. 2004 —  Ф. Таке (Taquet, Philippe R.)[10]
9. 2008 —  С. Фигейрое (Figueirôa, Silvia Fernanda de Mendonça)[11]
10. 2012 —  К. Тейлор (Taylor, Kenneth L.)
11. 2016 —  Б. Купер (Cooper, Barry J.)
12. 2020 —  Э. Ваккари (Vaccari, Ezio).

Генеральные секретари:
1. 1969 —  К. Маслянкевич (Maślankiewicz, Kazimierz)
2. 1976 —  М. Гунтау
3. 1984 —  Е. Дудич (Dudich Endre)
4. 1989 —  У. Марвин (Marvin, Ursula B.)[12][13]
5. 1996 —  Д. Олдройд (Oldroyd, David)[14]
6. 2004 —  Б. Борк (Bork, Kennand B.)
7. 2008 —  Б. Купер (Cooper, Barry J.)
8. 2016 —  М. Клеман (Klemun, Marianne)
9. 2020 —  М. Кёльбл-Эберт (Kölbl-Ebert, Martina).

Правление ИНИГЕО, c 2020 года:
- Президент — Эзио Ваккари
- Генеральный секретарь — Мартина Кёльбл-Эберт
- Бавший президент — Барри Купер
- Вице-президент по Европе — Марианна Клемун
- Вице-президент по Азии — Тосихиро Ямада
- Вице-президент Австралии и Океании — Кэрол Бэкон
- Вице-президент по Африке — Шарад Мастер
- Вице-президент по Латинской Америке — Мария Маргарет Лопес
- Вице-президент по Северной Америке — Стив Роуланд
- Редактор — Джон Димер
- Веб-мастер — Йоханнес Маттес
- Координатор журнала Эпизоды — Карен С. Кук

## Деятельность организации

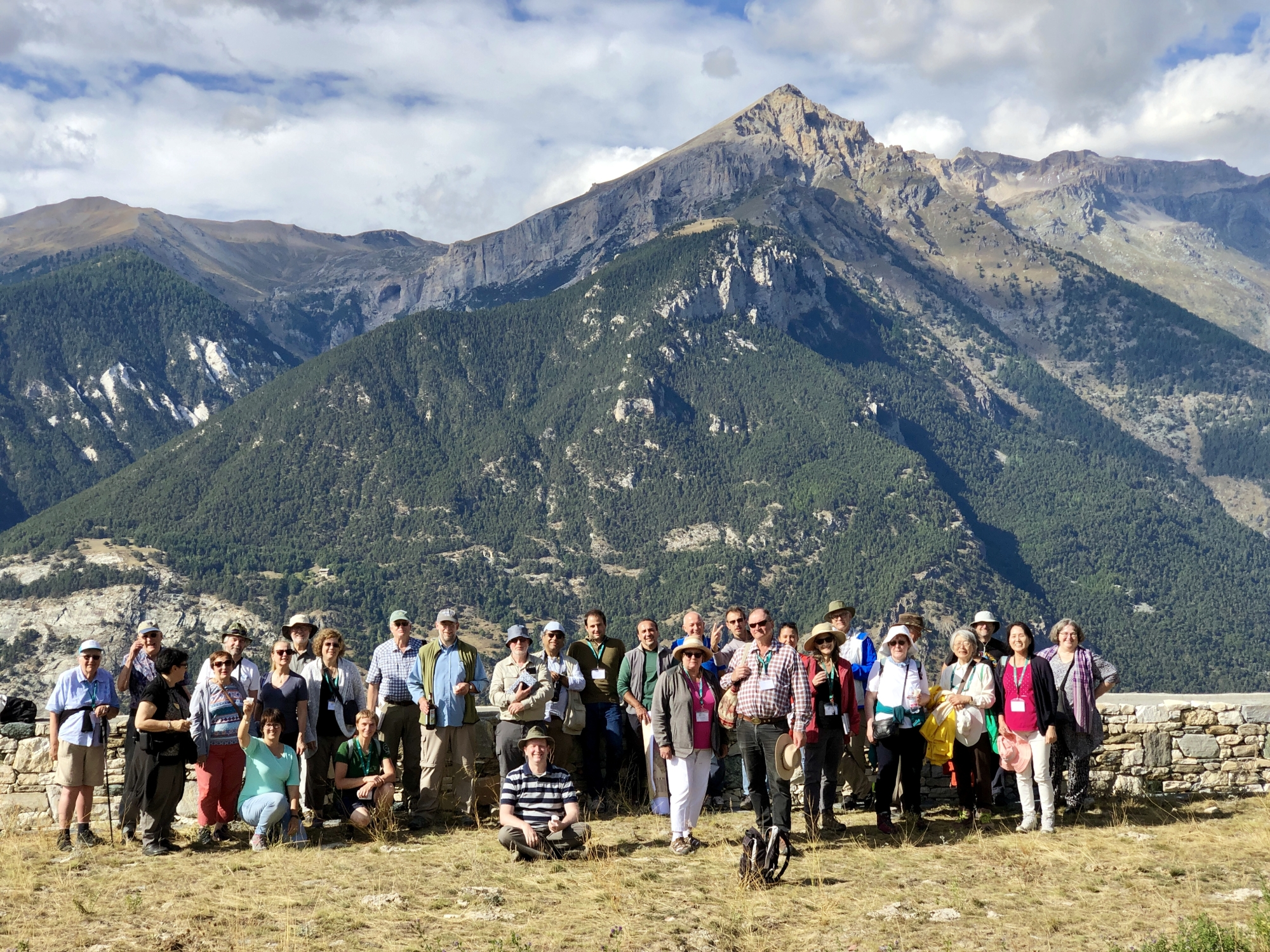
Геологическая экскурсия. 44 Симпозиум ИНИГЕО (Италия, 2019)

ИНИГЕО содействует развитию всех форм исследований по истории геологических знаний в различных странах мира. Одной из важных целей ИНИГЕО было создание коллективного труда «Всеобщая история геологических наук».
Организация координирует исследования по истории геологических наук, проводимые в различных странах, поддерживает связь с международными организациями по истории сопредельных наук, национальными объединениями историков геологии и отдельными группами, ведущими исследования по истории геологических наук.
Современные задачи:
- Активизация исследований по изучению истории геологических дисциплин в разных странах.
- Координация деятельности региональных, национальных, и международных организаций по истории наук о Земле.
- Публикация ежегодного информационного бюллетеня с отчётами о деятельности её членов и новостями по истории геологии (c 1967 года: INHIGEO Newsletter / Annuаl Record)[17].
- Организация международных симпозиумов по истории геологии.
- Работа в различных издательствах и журналах, в том числе Эпизоды,[18].

Ежегодно публикуются отчёты ИНИГЕО — «INHIGEO Annual Record», где рассказывается о деятельности комиссии, публикуются национальные отчеты по странам, даются книжные обзоры, интервью, некрологи, воспоминания, библиографии и отдельные исторические статьи.

## Симпозиумы
Список международных симпозиумов ИНИГЕО:
| №  | Год  | Даты                 | Место             | Основные темы докладов | Совместно с                                                                           | Доклады            |
| -- | ---- | -------------------- | ----------------- | --- | ------------------------------------------------------------------------------------- | ------------------ |
|    | 1964 | 17-22 дек.           | Нью-Дели          | Предложение о создании ИНИГЕО | 22 сессия МГК                                                                         |                    |
| 1  | 1967 | 6-8 июня             | Ереван            | Учредительное собрание ИНИГЕО. | Симпозиум по проблеме древнейшего этапа развития горно-геологических знаний в Армении | 150                |
| 2  | 1968 |                      | Прага             | | 23 сессия МГК                                                                         |                    |
| 3  | 1970 | сент.                | Фрайберг          | |                                                                                       |                    |
| 4  | 1972 |                      | Монреаль          | | 24 сессия МГК                                                                         |                    |
| 5  | 1974 |                      | Мадрид            | |                                                                                       |                    |
| 6  | 1975 |                      | Лондон            | | Симпоиум Ч. Лайеля                                                                    |                    |
| 7  | 1976 |                      | Сидней            | | 25 сессия МГК                                                                         |                    |
| 8  | 1978 | 12-24 сент..         | ФРГ Мюнстер, Бонн | |                                                                                       | 43 (14 стран)      |
| 9  | 1980 |                      | Париж             | | 26 сессия МГК                                                                         |                    |
| 10 | 1982 | 16-22 авг.           | Будапешт          | История геологической картографии |                                                                                       | 47 (60 публикаций) |
| 11 | 1984 |                      | Москва            | | 27 сессия МГК                                                                         |                    |
| 12 | 1985 | апрель               | Эдинбург          | История геологических служб европейских стран | 4 собранием Европейских геологических обществ в Эдинбурге                             |                    |
| 13 | 1987 |                      | Пиза и Падова     | |                                                                                       |                    |
| 14 | 1989 |                      | Вашингтон         | | 28 сессия МГК                                                                         |                    |
| 15 | 1990 |                      | Пекин             | |                                                                                       |                    |
| 16 | 1991 |                      | Дрезден           | |                                                                                       |                    |
| 17 | 1992 |                      | Киото             | | 29 сессия МГК                                                                         |                    |
| 18 | 1993 |                      | Сан Паоло и др.   | |                                                                                       |                    |
| 19 | 1994 | 4-8 июня             | Сидней            | |                                                                                       |                    |
| 20 | 1995 |                      | Неаполь и др      | |                                                                                       |                    |
| 21 | 1996 |                      | Пекин             | Развитие наук о Земле в Китае | 30 сессия МГК                                                                         |                    |
| 22 | 1997 |                      | Льеж              | Геология и горное дело. Старые и новые миры; ненаписанные источники по истории геологических наук. |                                                                                       |                    |
| 23 | 1998 |                      | Невшатель         | Тектоника Альп. |                                                                                       |                    |
| 24 | 1999 |                      | Фрайберг          | А. Г. Вернер и его время. |                                                                                       |                    |
| 25 | 2000 | 6-17 авг             | Рио-де-Жанейро    | Геология в 20 веке. | 31 сессия МГК                                                                         |                    |
| 26 | 2001 | 24 июн-1июл          | Лиссабон          | Геологические ресурсы и история |                                                                                       | 47                 |
| 27 | 2002 |                      | Париж             | Д’Орбиньи и биостратиграфия |                                                                                       |                    |
| 28 | 2003 |                      | Дублин            | Геологические путешественники |                                                                                       |                    |
| 29 | 2004 | 20-28 авг            | Флоренция         | Организации, музеи и научные общества в геологии | 32 сессия МГК                                                                         |                    |
| 30 | 2005 |                      | Прага             | История геофизики |                                                                                       |                    |
| 31 | 2006 |                      | Вильнюс           | История геоморфологии и четвертичная геология |                                                                                       |                    |
| 32 | 2007 | 20-28 авг            | Айхштетт          | Исторические отношения между геологией и религией |                                                                                       | 65                 |
| 33 | 2008 |                      | Осло              | Полярный регион / Миф и геология | 33 сессия МГК                                                                         |                    |
| 34 | 2009 |                      | Калгари           | Ископаемые и топливо |                                                                                       |                    |
| 35 | 2010 | 1-14 июля            | Мадрид            | История исследований минеральных ресурсов |                                                                                       | 43                 |
| 36 | 2011 | 2-5 авг              | Тоёхаси           | Зрительные образы и геологические понятия |                                                                                       | 24                 |
| 37 | 2012 | 7 авг.               | Брисбен           | Биографии геологов; Геология в тропиках; Поиск ресурсов; Дрейф континентов. | 34 сессия МГК                                                                         |                    |
| 38 | 2013 | 22-28 июля           | Манчестер         | Геология в искусстве и литературе; Геологи в поле. |                                                                                       |                    |
| 39 | 2014 | 6-10 июня            | Асиломар          | Ведение истории наук о Земле: что, почему и как? |                                                                                       |                    |
| 40 | 2015 | 24-27 июня           | Пекин             | Геология и развитие экономики и общества |                                                                                       | 120                |
| 41 | 2016 | 27авг-4сен           | Кейптаун          | Общий вклад в историю геологи; Исторические исследования Гондваны; История геологии в Африке; История развития ресурсов; Ранний человек и раннее понимание геологии.                                                                      | 35 сессия МГК                                                                         |                    |
| 42 | 2017 | 12-18 сент           | Ереван            | 50-летний юбилей ИНИГЕО (1967—2017) |                                                                                       | 67                 |
| 43 | 2018 | 12-22 нояб           | Мехико            | История вулканологии; Влияние Гумбольдта на науки о Земле; Нептунисты Вернера в Америке; История горного дела и исследований нефти; Вклад учёных в историю геологии.                                                                      |                                                                                       |                    |
| 44 | 2019 | 2-12 сент            | Варезе, Комо      | История наук о Земле в горных районах; История научных контактов в геологических науках; Вклад учёных в историю геологии. |                                                                                       | 56                 |
| 45 | 2020 | перенесено, отменено | Нью-Дели          | Сессия ИНИГЕО отменена (Исторические достижения геологии в Индии; Учебники и руководства в науках о Земле; Обмен знаниями в науках о Земле.)                                                                                              | 36 сессия МГК                                                                         | ОТМЕНЕНО           |
| 46 | 2021 | 19-22 июля           | Краков            | История геологоразведки и геологических обществ; История и развитие геологической картографии; История добычи полезных ископаемых и горного дела.                                                                                         | Заочная                                                                               |                    |
| 47 | 2022 | 16-20 сентября       | Лез-Эзи           | |                                                                                       |                    |
| 48 | 2023 | 31 июля — 4 августа  | Краков            | История геологического картирования, история горного дела и старых рудников как объектов геологического и горного наследия и их современное использование, история геологических изысканий и их создателей, биографии известных геологов. |                                                                                       |                    |
| 49 | 2024 | 25-30 августа        | Пусан             | https://www.igc2024korea.org | 37 сессия МГК                                                                         |                    |
| 50 | 2025 | 29 июня - 5 июля     | Данидин           | https://www.ichst2025.org/ |                                                                                       |                    |
| 51 | 2026 |                      | определяется      | |                                                                                       |                    |

## Ассоциированные организации
Аффилированные, ассоциированные и связанные с ИНИГЕО организации по истории геологических наук из разных стран (2018):
- — History of Earth Sciences Society (HESS)
- — Comisión Argentina de Historia de la Geología
- — Earth Sciences History Group, Geological Society of Australia (ESHG)
- — Austrian Working Group History of Earth Sciences (AWGHES)
- — Committee on the History of Geology, Geological Society of China
- — Comité Français d’histoire de la Géologie (COFRHIGEO)
- — History of Geoscience Section (Геологическое общество Италии)
- — Japanese Association for the History of Geosciences (JAHIGEO)
- — Section on the History of Geological Sciences (Геологическое общество Польши); Polish Geological Institute
- — History of Geology Division, Srpsko geološko društvo (SGD)
- — History of Geology Group (HOGG) Геологическое общество Лондона
- — Sociedad Venezolana de Historia de las Geociencias.
- — Российская группа ИНИГЕО (INHIGEO-RU)

## Награды
В 2012 году учреждена «Медаль по истории геологии имени В. В. Тихомирова» (англ. Vladimir V. Tikhomirov Medal for History of Geology, названа в честь В. В. Тихомирова) — вручает Международный союз геологических наук за работы по истории геологии. Ей были награждены:
- 2012 — Hugh S. Torrens,  Великобритания[32].
- 2016 — Martin Rudwick,  Великобритания[33][34].
- 2020 — David Branagan,  Австралия[35].

## Известные члены
Известные члены ИНИГЕО из СССР и России и год вступления в организацию:
- Батюшкова, Ирина Васильевна
- Войтеховский, Юрий Леонидович (2014)
- Гольденберг, Леонид Аркадьевич (1984)
- Гордеев, Демьян Игнатьевич (1968)
- Горский, Иван Иванович (1968)
- Иевлев, Алексей Анатольевич (2014)
- Лордкипанидзе, Лора Николаевна
- Малхасян, Эдуард Гургенович (1968)
- Мехтиев, Шафаят Фархад оглы (1990)
- Милановский, Евгений Евгеньевич (1980)
- Минина, Елена Леонидовна (2008)
- Наугольных, Сергей Владимирович (2017)
- Печёнкин, Игорь Гертрудович (2015)
- Поваренных, Александр Сергеевич (1972)
- Радкевич, Екатерина Александровна (1968)
- Резанов, Игорь Александрович (1984)
- Романовский, Сергей Иванович (1984)
- Рябухин, Анатолий Георгиевич (1996)
- Тихомиров, Владимир Владимирович (1968)
- Хабаков, Александр Васильевич (1968)
- Хаин, Виктор Ефимович (1984)
- Лапо, Андрей Витальевич (2002)
- Хомизури, Георгий Павлович (2002)
- Шафрановский, Иларион Иларионович (1972)
- Юшкин, Николай Павлович (1996)
- Яншина, Фидан Тауфиковна (2000)

Из других стран:
- Германия — Гунтау, Мартин
- Голландия — R. Hooykaas
- Литва — Григялис, Альгимантас Антанович
- Польша — K. Maślankiewicz